# ميل مي-4
الميل مي-4 (روسية: Миль Ми-4)(لقب تعريف الناتو:"Hound") طائرة مروحية سوفيتية متعددة الأغراض. وضعت تصاميمها عام 1950. وقد استخدمت في المجالين العسكري والمدني.

## التصميم والتطوير
بسبب قيام الولايات المتحدة الامركية باستخدام واسع النطاق لمروحياته من طراز سيكورسكي H-19 (تعرف أيضا باسم s-55) في حرب كوريا. فقد قرر الاتحاد السوفيتي بناء طائرة مروحية يمكن الاعتماد عليها فوضعت التصاميم على أساس تصاميم المروحية الأمريكية. ولكنها كانت كانت تختلف عنها كثيرا، فقد كانت ذا قدرة أكبر على حمل الأوزان كما وكانت أكبر منها في الحجم. كما ان تطويرها تم خلال فترة قصيرة من الزمن.
و قد طارت المروحية لأول مرة في رحلة اختبارية بتايخ 3 يونيو 1952 بقيادة الطيار فلاديمير فينيستا. وفي شهر ديسمبر من نفس العام وضعت الطائرة في خطوط الإنتاج وذلك في محطة ساراتوف للطيران. وفي 1953 تم تشغيل خط إنتاج جديد في مصنع قازان للمروحيات والذي أصبح لاحقا المصنع الرائد في صناعة هذه الطائرة حتى إخراجها من خطوط الإنتاج عام 1966.

## تاريخ الاستخدام
خدمت الطائرة في القوة الجوية السوفيتية بدءا من عام 1953. وبعد ذلك بدء تشغيلها للنقل المدني في معظم الجمهوريات السوفيتية. حتى أصبحت الطائرة الأكثر شيوعا في الاتحاد السوفيتي جنبا إلى جنب مع ميل مي -1.
حيث تم استخدامها على نطاق واسع لنقل الركاب وكطائرات اسعاف وطائرات اطفاء كما ونجحت في العمل في منطقة القطبين الشمالي والجنوبي. إضافة إلى استخدامها في القوات المسلحة لعدد كبير من الدول وهي تحمل سبعة ارقام قياسية وقد فازت بالميدالية الذهبية لمعرض بروكسل
أنتجت الطائرة في الصين وبلغ اعداد الطائرات المنتجة في الصين حولي 500 وحدة تحت اسم Z-5 (Zhi-5 ")).
و قد لعبت هذه المروحية دورا هاما في حرب تحرير بنغلادش 1971 حيث كانت الطائرة تمثل العمود الفقري لمروحيات الجيش الهندي انذاك.
اثر تطوير ميل مي -8 على وضع الطائرة سلبا. وقد توقف استخدامها بشكل نهائي عام 2005 وذلك في ألبانيا التي كانت اخر دول في العالن تخدم فيها هذه الطائرة.
رغم توقف انتاجها في عام 1966 الا انها استمرت بالعمل حتى عام 1988 داخل الاتحاد السوفيتي. وفي 2 فبراير 1988 وقع حادث لأحدى الطائرات من طراز ميل مي- 4 في منطقة تشيتا. وقد ادى هذا الحادث إلى إصدار السلطات السوفيتية قرارا يقضي باخراج كامل مروحيات ميل مي -4 الباقية من الخدمة في الاتحاد السوفيتي.

## طرازات
- V-12

النموذج الأولي. استخدامها لتعيين مي - 12.
- Mi-4 (لقب تعريف الناتو:"Hound")

نسخة الإنتاج الأساسية
- Mi-4A

مروحية نقل هجومية.
- Mi-4AV

نسخة هجومية مبنية على الطراز Mi-4A.
- Mi-4GF

نسخة إنتاج منزوعة التسليح عن الطراز Mi-4 للاستخدام المدني.
- Mi-4L Lyukes

نسخة بستة مقاعد لنقل كبار الشخصيات، وتحول في بعض الأحيان إلى مروحية الإسعاف.
- Mi-4VL

نسخة تستخدم لإطفاء الحرائق عن النسخة Mi-4L.
- Mi-4M (لقب تعريف الناتو - Hound-C)

مروحية مسلحة وثيقة لدعم طائرات الهليكوبتر، مزودة ببندقية
- Mi-4P

مروحية نقل مدنية، تحمل بين 8 و 11 راكبا، بالإضافة إلى ثمانية نقالات وفريق طبي للقيام بمهام الإسعاف الجوي.
- Mi-4PL (لقب تعريف الناتو - Hound-B)

هيليكوبتر مضادة للغواصات
- Mi-4S Salon

مروحية نقل كبار الشخصيات
- Mi-4Skh

متعددة الاستخدام. استخمت في المجال الزراعي لاحتوائها على وعاء كبير لخزن المواد الكيميائية في المقصورة الرئيسية. كما واستعملت في اطفاء الحرائق.
- Mi-4T

نسخة الإنتاج العسكري الرئيسية. قطر دوار المروحية فيها كبير ونوافذها منتفخة
- Harbin Z-5

النسخة الصينية من المروحية، استخدمت للنقل العسكري
- Harbin Z-6

النموذج نسخة من التوربينات بالطاقة ى - 5،
- Xuanfeng

النسخة الصينية للمروحية استخمت في النقل المدني

## المشغلون
المشغلون العسكريين
 أفغانستان

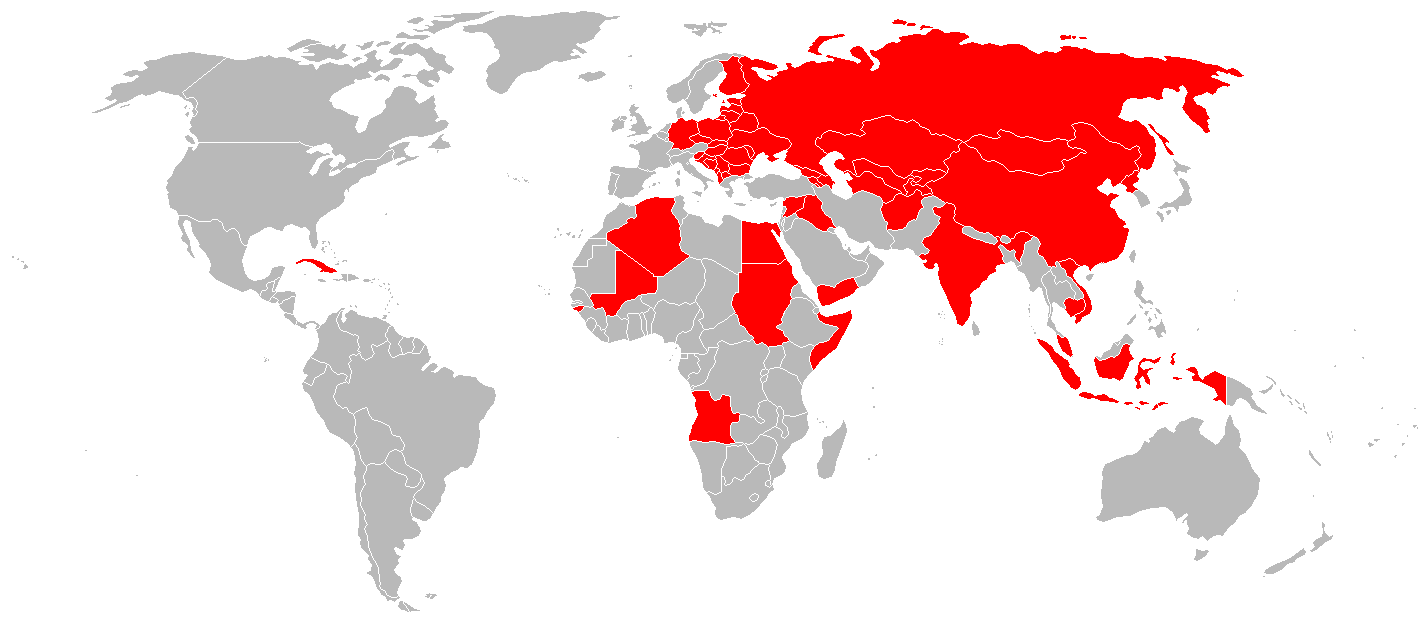
مشغلي Mi-4 حول العالم.

18 عشر مروحية خدمت في سلاح الجو الملكي الأفغاني عام 1963. خرجت من الخدمة تماما عام 1997.
 ألبانيا
حصلت القوة الجوية الألبانية على 59 مروحية ابتداء من عام 1957. خرجت من الخدمة متأخرة عام 2005
 الجزائر
القوة الجوية الجزائرية
 أنغولا
 بنغلاديش
القوة الجوية البنغالية
 تشيكوسلوفاكيا
القوة الجوية التشيكوسلوفاكية
 بلغاريا
القوة الجوية البلغارية
البحرية البلغارية
 بوركينا فاسو

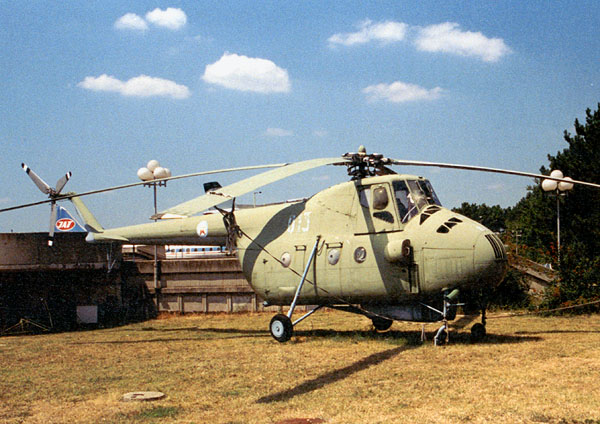
مروحية ميل مي 4 تشيكوسلوفاكية

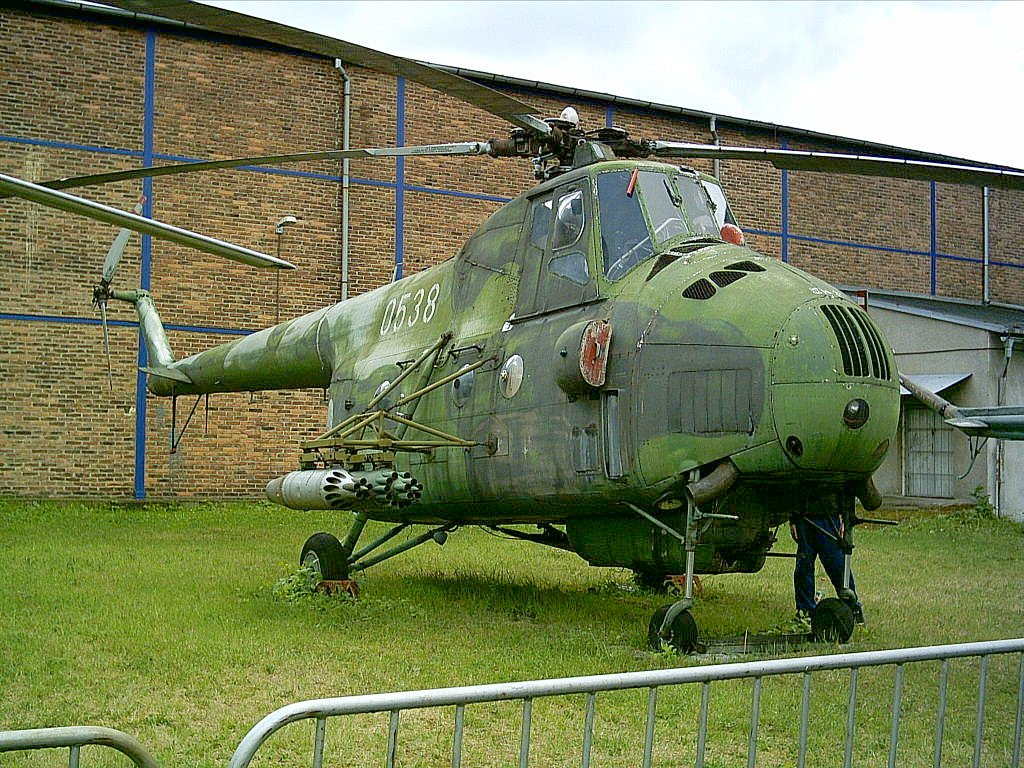
مروحية ميل مي 4 تشيكوسلوفاكية في متحف براغ الجوي

أربعة مروحيات في الخدمة بين عامي 1985-1989
 كمبوديا
القوة الجوية الكمبودية
 الكاميرون
القوة الجوي الكاميرونية. طائرة واحدة فقط.
 الصين
جيش التحرير الشعبي
القوات الجوية لجيش التحرير الشعبي
 كوبا
نموذج واحد معروض في أحد المتاحف حاليا

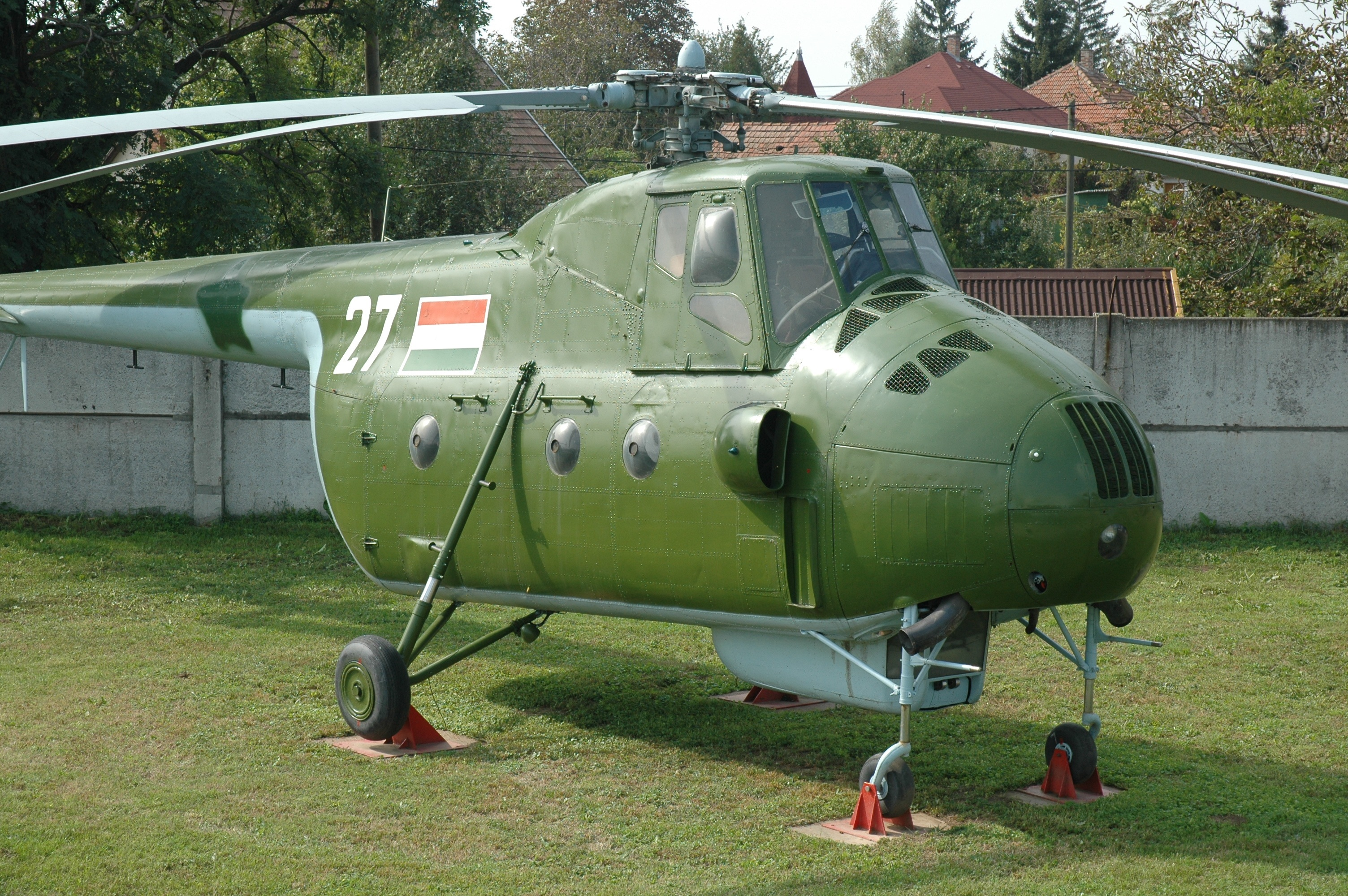
ميل مي 4 مجرية

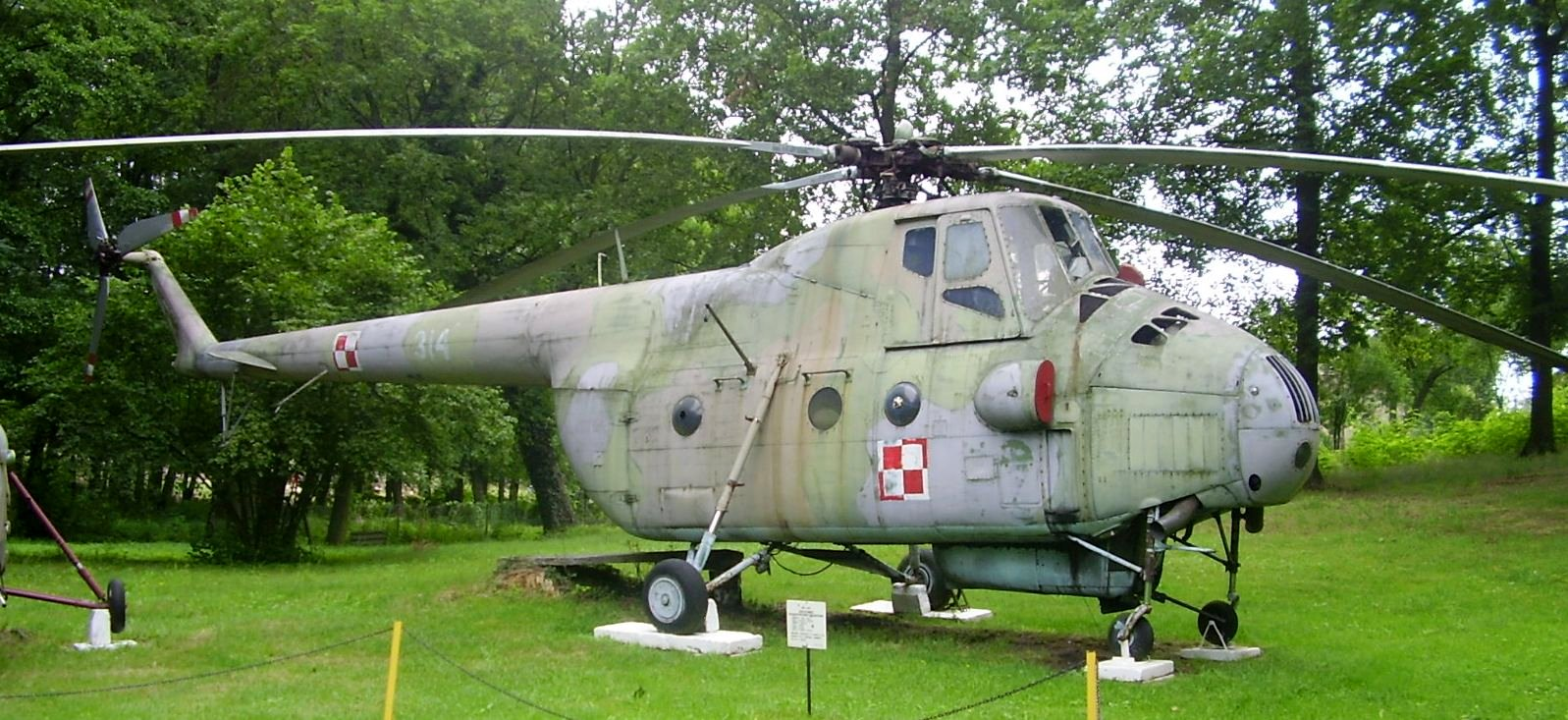
مروحية ميل مي 4 تابعة للقوات الجوية البولندية

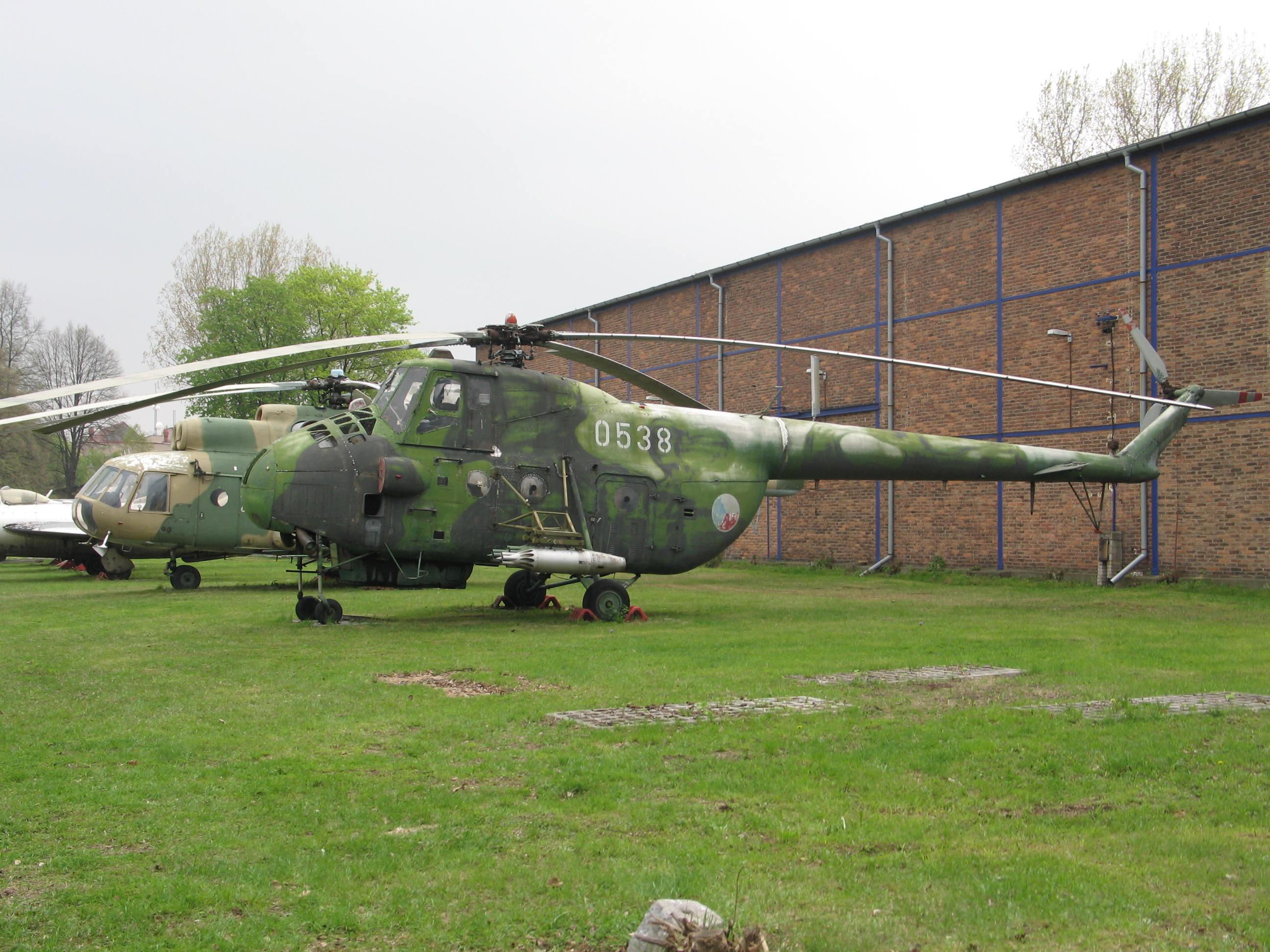
مروحية ميل مي 4 في المتحف الجوي ببراغ

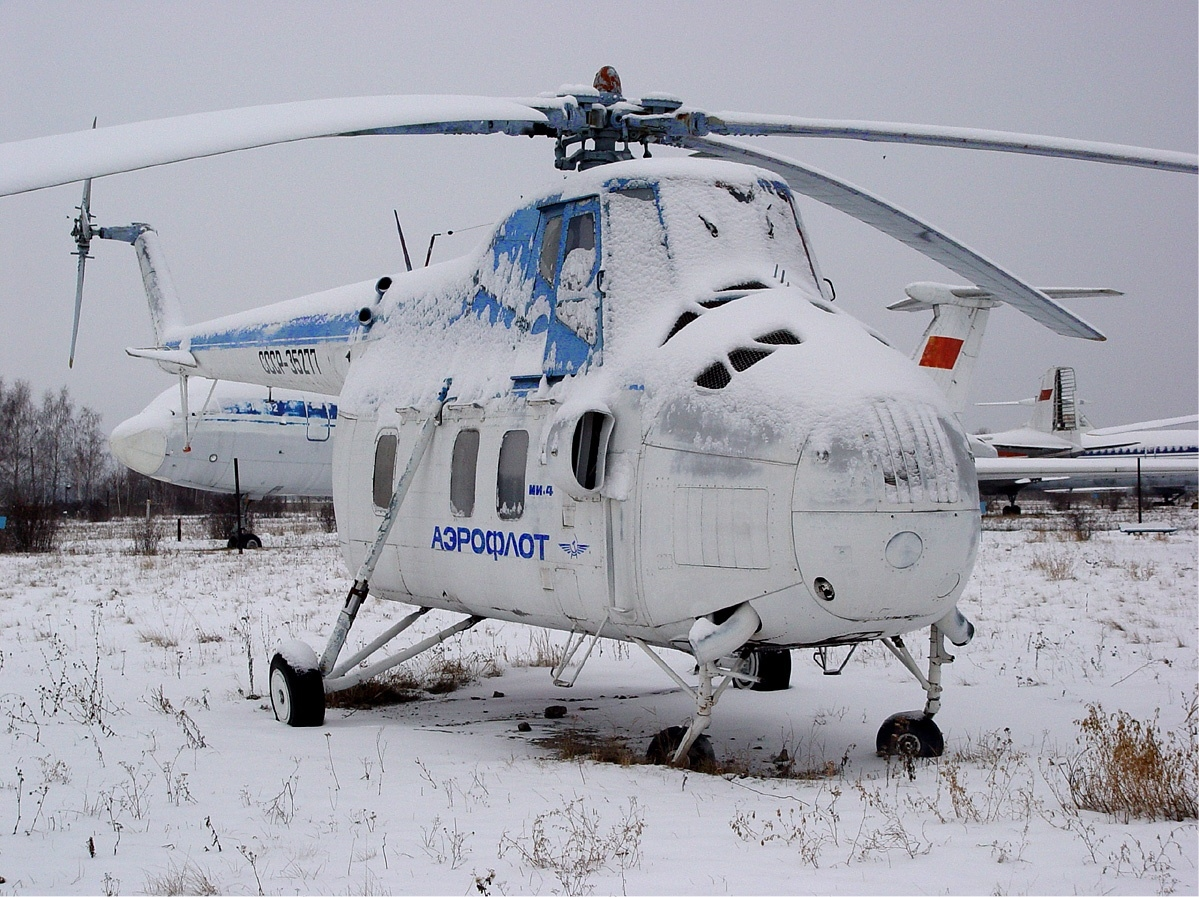
مروحية ميل مي 4 تابعة للخطوط الجوية السوفيتية ايرو فلوت تستعمل للنقل المدني

 ألمانيا الشرقية
القوة الجوية الألمانية الشرقية
القوة البحرية الألمانية الشرقية
 مصر
القوة الجوية المصرية
 فنلندا
ثلاث طائرت خدمت بين عامي 1962-1979
 غينيا بيساو
 المجر
القوة الجوية المجرية
 الهند
القوة الجوية الهندية
 إندونيسيا
القوة الجوية الاندونيسية
 العراق
القوة الجوية العراقية
 قرغيزستان
 مالي
 منغوليا
 كوريا الشمالية
 بولندا
القوات الجوية البولندية
البحرية البولندية
 رومانيا
القوة الجوية الرومانية
البحرية الرومانية
 سيراليون
 الصومال
سلاح الجو الصومالي
 South Yemen
 الاتحاد السوفيتي
سلاح الجو السوفيتي
طيران الجيش السوفيتي
القوة البحرية السوفيتية
 طاجيكستان
 سوريا
سلاح الجو السوري
 السودان
سلاح الجو السوداني
 فيتنام
 اليمن
القوة الجوية اليمنية
 يوغوسلافيا
25 مروحية سحبت من الخدمة عام 1970
المشغلون المدنيون
 الصين
إدارة الطيران المدني الصيني
 تشيكوسلوفاكيا
 منغوليا
الخطوط الجوية المنغولية
 رومانيا
 الاتحاد السوفيتي
الخطوط الجوية السوفيتية (ايرو فلوت)

## مواصفات المروحية
الخصائص العامة
- الطاقم: طيار واحد أو طيارين
- قدرة الحمل: 16 جنديا أو ما يصل إلى 1600 كلغ من البضائع
- الطول: 26,80 م
- قطر المروحة الراسية: 21,00 م
- العرض: 4,40 م
- الوزن فارغة: 5100 كلغ
- الوزن محملة: 7150 كجم
- أقصى وزن الإقلاع: 7550 كلغ

الأداء
- السرعة القصوى: 185 كلم / ساعة (116 ميلا في الساعة)
- المدى: 500 كلم (313 ميل)
- أقصى ارتفاع: 5500 متر (18040 قدم)